# Garanta masiris
Garanta masiris är en insektsart som beskrevs av Medler 2000. Garanta masiris ingår i släktet Garanta och familjen Flatidae. Inga underarter finns listade i Catalogue of Life.